# Гра в кальмара (2-й сезон)
«Гра в кальмара (2 сезон)» (кор. 오징어게임2) ― другий сезон південнокорейського вебсеріалу про виживання «Гра в кальмара», режисера Хван Дон Хьока, що став абсолютним хітом стримінгу Netflix в 2021 році. Реліз відбувся 26 грудня 2024 року. У липні 2024 року серіал продовжили на третій сезон і його прем'єра запланована на 2025 рік.

## Основний склад
| Персонаж                          | Актор             | Поява             | Поява             | Поява             |
| Персонаж                          | Актор             | 1 сезон           | 2 сезон           | 3 сезон           |
| Головні персонажі                 | Головні персонажі | Головні персонажі | Головні персонажі | Головні персонажі |
| --------------------------------- | ----------------- | ----------------- | ----------------- | ----------------- |
| Сон Гі Хун/Гравець 456            | Лі Чон Че         | Основний персонаж | Основний персонаж | Основний персонаж |
| Чо Сан У/Гравець 218              | Пак Хе Су         | Основний персонаж | Запрошена зірка   |                   |
| О Іл Нам/Гравець 001              | О Йон Су          | Основний персонаж |                   |                   |
| Кан Се Бьок / Гравчиня 067        | Чон Хо Йон        | Основний персонаж | Запрошена зірка   |                   |
| Абдул Алі/Гравець 199             | Анупам Тріпаті    | Основний персонаж |                   |                   |
| Хван Джун Хо                      | Ві Хаджун         | Основний персонаж | Основний персонаж | Основний персонаж |
| Лі Мьон Гі/ MG Coin / Гравець 333 | Ім Сі Ван         |                   | Основний персонаж | Основний персонаж |
| Кім Джон Хі/ Гравчиня 222         | Чо Юрі            |                   | Основний персонаж | Основний персонаж |
| Фронтмен/ Хван Ін Хо/ Гравець 001 | Лі Бьонхон        | Запрошена зірка   | Основний персонаж | Основний персонаж |
| Кан Но-Ель/ Охоронниця 011        | Пак Гю Йон        |                   | Основний персонаж | Основний персонаж |
| Пак Кьон Сок/Гравець 246          | Лі Чжін Ук        |                   | Основний персонаж | Основний персонаж |
| Чо Хьон Джу/Гравчиня 120          | Пак Сонхун        |                   | Основний персонаж | Основний персонаж |
| Пак Йон Сік/Гравець 007           | Ян Тон Кин        |                   | Основний персонаж | Основний персонаж |
| Чан Гем-джа/Гравчиня 149          | Кан Е Сім         |                   | Основний персонаж | Основний персонаж |
| Пак Чон Бе/Гравець 390            | Лі Со Хван        | Запрошена зірка   | Основний персонаж |                   |
| Кан Де Хо/Гравець 388             | Кан Ха Ниль       |                   | Основний персонаж | Основний персонаж |

## Епізоди
| № серії | Назва серії                                          | Режисер(и)    | Сценарист(и)  | Оригінальна дата виходу |
| --- | ---------------------------------------------------- | ------------- | ------------- | ----------------------- |
| 1 | «Хліб і лотерея» «Bread and Lottery / 빵과 복권»     | Хван Дон Хьок | Хван Дон Хьок | 26 грудня 2024          |
| Сон Гі Хун вирішив протистояти Фронтмену та витрачає виграні гроші на дворічні пошуки. Зрозумівши, що за ним стежать, Гі Хун знаходить у себе за вухом імплантований маячок і вирізає його. Хван Джун Хо вижив після падіння зі скелі та повернувся до роботи в поліції, хоча його розповідям про смертельну гру ніхто не повірив. Гі Хун співпрацює з Кімом, у якого раніше позичав гроші. Кім хоче знайти своїх зниклих боржників, які потрапили на гру. Кім і його напарник Чой Ву Сок після довгих пошуків знаходять вербувальника і спостерігають, як він пропонує бездомним хліб або лотерейний квиток. Оскільки більшість обирає квиток (жоден з яких не виграшний), вербувальник топче хліб і заявляє, що вони самі в цьому винні. Помітивши стеження за собою, вербувальник викрадає Кіма і Ву Сока і змушує їх грати в «ножиці-папір» і російську рулетку. Кім застрелюється, а Ву Сок лишається зв'язаним. Джун Хо впізнає Гі Хуна на вулиці та знаходить його сховок. Вербувальник перестріває Гі Хуна та розповідає як раніше вбив на грі свого батька. Він виправдовує вбивства тим, що учасники «покидьки», не варті життя. Вербувальник пропонує Гі Хуну зіграти в російську рулетку, але програє і застрелюється. |                                                      |               |               |                         |
| 2 | «Вечірка на Геловін» «Halloween Party / 할로윈 파티» | Хван Дон Хьок | Хван Дон Хьок | 26 грудня 2024          |
| Гі Хун і Джун Хо визволяють Ву Сока та забирають з тіла вербувальника запрошення на вечірку. Вони планують проникнути на острів, де проводиться гра, та перемогти Фронтмена. Ву Сок набирає команду найманців, а Гі Хун вставляє собі в зуб маячок. У той же час Гі Хун продовжує доглядати за матір'ю Сан Ву та Чеол. Він працює з брокером, щоб возз'єднати Кан Чеола з його матір'ю з Північної Кореї, і робить мовчазний дзвінок своїй дочці. Команда проникає на вечірку, де Гі Хуна проводять до лімузина. Фронтмен спілкується з ним через динамік і запитує чи хоче той «бути героєм». Гі Хун просить повернути його до гри, сподіваючись дістатися до Фронтмена. Той погоджується і лімузин наповнюється сонним газом. Кан Но-ул, північнокорейська біженка, яка прагне вивезти свою доньку з Півночі, приєднується до гри як солдат. Вона довідується, що її колега вирушив на «Гру в кальмара» з метою заробити грошей на лікування дочки. |                                                      |               |               |                         |
| 3 | «001»                                                | Хван Дон Хьок | Хван Дон Хьок | 26 грудня 2024          |
| Гі Хун отямлюється в кімнаті разом із 455 іншими гравцями. Ведучий оголошує нове правило: після кожної гри учасники голосуватимуть, і якщо більшість погодиться покинути гру, накопичені гроші будуть розділені між ними порівну. Джун Хо та його команда орендують корабель і пливуть за сигналом маячка Гі Хуна. Проте виявляється, що його видалили і підкинули звичайному рибалці. Продовжити пошуки не дозволяє шторм. Гі Хун впізнає гравця 390 — це його друг Чон Бе. Також там є гравець 007 Пак Йон-сік і його бабуся Джан Гум-джа — 149, та Лі Мен Гі (333) — ютюбер, який рекламував неуспішну криптовалюту й через нього багато учасників потрапили в борги. Перша гра, як і минулого разу — «Червоне світло, зелене світло». Гі Хун попереджає гравців, що програш означає смерть, однак, йому мало хто вірять. Гравець 230, молодий репер «Танос», приймає наркотики, сховані в нагрудному хресті, та зумисне штовхає інших гравців, щоб усунути суперників. Гі Хун і гравчиня 120 на ім'я Хюн Джу намагаються врятувати пораненого гравця, але Но-ул добиває його, спостерігаючи при цьому за колишнім колегою. Після гри Гі Хун закликає гравців проголосувати за закінчення і дізнається, що єдиний вижив у попередній грі. Голосів виявляється порівну. Тоді Фронтмен під виглядом гравця 001 віддає вирішальний голос за продовження. |                                                      |               |               |                         |
| 4 | «Шість ніг» «Six Legs / 여섯 개의 다리»              | Хван Дон Хьок | Хван Дон Хьок | 26 грудня 2024          |
| Гі Хуну сниться страшний сон про те, як він підвів усіх хибною порадою. Гравець 001 втирається в довіру до Гі Хуна та вигадує як приєднався до гри. Потім 001 розбороняє бійку гравців. Тим часом група солдатів на чолі з Офіцером починає вилучення органів убитих для продажу на чорному ринку. Офіцер наказує Но-ул не добивати поранених, щоб не псувати органи, але вона не слухається. Джун Хо намагається заручитися допомогою поліції, але безуспішно. На подив Гі Хуна, в поточній грі у другому раунді треба сформувати команди з п'яти учасників. Їхні ноги зв'язані між собою, завдання — до вичерпання часу пройти по колу та виграти п'ять ігор. В разі програшу будь-якої з них, дозволяється переграти. Но-ул, побачивши, що один програлий учасник ще живий, застрелює його. |                                                      |               |               |                         |
| 5 | «Ще одну гру» «One More Game / 한 판 더»             | Хван Дон Хьок | Хван Дон Хьок | 26 грудня 2024          |
| Після того як команді Хен Джу вдається перемогти завдяки взаємній підтримці, багато інших команд надихаються й досягають успіху. Гі Хун об'єднується з Чон Бе, Джун Хі та гравцями 001 і 388 (Канг Де Хо). Вони перемагають у «Шість ніг», гравець 001 називає себе фальшивим іменем О Янг Іл. На Но-ул нападають двоє солдатів і б'ють її, попереджаючи не добивати поранених. Під час наступного голосування гравець 001 заохочує решту голосувати проти продовження гри, але більшість вирішує продовжити, вважаючи, що поточний виграш замалий. Ґі Хун зізнається Чон Бе про те, що сумнівається в своїй змозі врятувати гравців. Тим часом Джун Хо та Ву Сок, тепер із розширеною командою найманців, продовжують пошуки острова. Третя гра полягає в тому, що учасники повинні об'єднатися в групи по стільки людей, яке число буде оголошене, а потім добігти до кімнати. |                                                      |               |               |                         |
| 6 | «O X»                                                | Хван Дон Хьок | Хван Дон Хьок | 26 грудня 2024          |
| Тих, кого не взяли в групи, або хто не добігли до кімнат, убивають. У фінальному раунді Чон Бе стає свідком того, як гравець 001 задушує іншого гравця, який вже зайняв кімнату. Гі Хун і гравець 001 сперечаються, чи переконувати інших гравців голосувати проти продовження. Під час голосування кілька гравців, які раніше були «за», голосують «проти». Вирішальний голос знову видається гравцеві 001, що призводить до нічиєї. Гравцям дають добу до обмірковування повторного голосування. Наступного ранку учасникам видають залізні виделки до сніданку і Гі Хун здогадується, що це зброя. У туалеті Танос і Нам Гу змушують гравця 125 Мін-Су змінити голос на «за», але за нього заступаються Мен Гі та інші гравці, що проголосували «проти». Спалахує бійка, Танос душить Мен Гі, але той смертельно ранить його виделкою. Тим часом команда Джун Хо знаходить вхід на гру, але виявляє, що це пастка з вибухівкою, яка вбиває одного з найманців. |                                                      |               |               |                         |
| 7 | «Друг чи ворог» «Friend or Foe / 친구인가 적인가»    | Хван Дон Хьок | Хван Дон Хьок | 26 грудня 2024          |
| Капітан Пак з команди Джун Хо виявляється подвійним агентом, який саботував їхній дрон спостереження. Після бійки у ванній кімнаті гравці розуміють, що можуть вбивати одні одних виделками і вплинути на результат голосування. Гі Хун переконує невелику групу гравців «проти» уникати нападу на суперників, пояснивши, що організатори гри не зацікавлені в їхньому виживанні. Гі Хун міркує над різними варіантами розвитку подій. Вночі озброєні виделками гравці «за» нападають на суперників, але група Гі Хуна ховається під ліжками і вилазить тільки тоді, коли прибувають солдати. Група Гі Хуна вбиває солдатів, відбирає в них зброю, а одного лишає живими як провідника. Вони піднімають бунт і змушують вцілілого солдата провести їх до диспетчерської. Однак по дорозі в них стріляють інші солдати. Де Хо, якому доручили зібрати набої, панікує і не повертається вчасно. Гравець 001 зраджує групу, вбиваючи двох гравців і імітуючи свою смерть. Решту гравців схоплюють. Ґі Хун і Чон Бе приводять до Фронтмена, який застрелює Чон Бе і каже, Гі Хуну, що це його вина, бо він хотів бути героєм. |                                                      |               |               |                         |

## Виробництво
9 листопада 2021 року режисер серіалу Хван Дон Хьок повідомив репортерам Associated Press, про те, що другий сезон «Ігри в кальмари» вже знаходиться у виробництві.
За словами режисера, у центрі сюжету буде головний герой першого сезону, невдаха та колишній ігроман Сон Гі Хун.
За деякою інформацією в серіалі з'явиться нова лялька «Чхоль Су» — «хлопець» ляльки Ен Хі з першої частини ігор. Її образ був заснований на однойменному персонажі з обкладинок корейських підручників.
Хван додатково повідомив, що серіал орієнтує людей на соціальні проблеми, націлені на поліцію. «Я думаю, що проблема з поліцейськими — це проблема не лише у Кореї. Я бачу у світових новинах, що поліція може дуже запізнюватися з вживання заходів — з'являється багато жертв або ситуація іноді виходить з-під контролю, коли вони діють недостатньо швидко», — продовжив Хван Дон Хьок. «Це було питання, яке я хотів порушити. Можливо, у другому сезоні я зможу поговорити про це детальніше».
У лютому 2023 року вийшло інтерв'ю з головним героєм серіалу Лі Чон Че. «Зйомки продовження серіалу розпочнуться влітку 2023 року, і проект буде масштабнішим, тому для завершення зйомок потрібно більше часу. Можна з упевненістю припустити, що основним сюжетом 2-го сезону буде помста, а ключовою фігурою, яка контролювала порядок гри в 1-му сезоні, був Лі Бьонхон, тож, схоже, ми двоє будемо центральними фігурами в продовженні серіалу. Взагалі-то, це перший раз, коли я працюватиму з Лі Бьонхоном. Свого часу ми працювали в серіалі SBS під назвою „Білі ночі 3.98“, але ми не мали жодної спільної сцени».
29 червня 2023 року Netflix оголосив про акторський склад, який приєднається до другого сезону. У продовженні серіалу візьмуть участь Ім Сі Ван, Кан Ха Ниль, Пак Сонхун, Ян Тон Кин, Чо Юрі, Лі Девід, Лі Чжін Ук.